# Phytoecia fuscolateralis
Phytoecia fuscolateralis är en skalbaggsart som beskrevs av Stefan von Breuning 1977. Phytoecia fuscolateralis ingår i släktet Phytoecia och familjen långhorningar. Inga underarter finns listade i Catalogue of Life.